# Bitka za gorivo (film)
Bitka za gorivo (izvirni angleški naslov Battle of the Bulge) je vojni film iz leta 1965, ki ga je režiral Ken Annakin. V filmu so odigrali vloge Henry Fonda, Robert Shaw, Telly Savalas, Robert Ryan, Dana Andrews in Charles Bronson.
Sam film je bil posnet po dogodkih ardenske ofenzive iz leta 1944, ki je bila s strani zaveznikov poimenovana tudi kot bitka za gorivo.